# Ordbog over det danske Sprog
Das Ordbog over det danske Sprog (ODS) ist ein Wörterbuch der dänischen Sprache, das die Sprachentwicklung der Periode 1700–1955 erschöpfend behandelt. Von 1919 bis 1956 wurden 27 Wörterbuchbände und ein Registerband herausgegeben, zwischen 1992 und 2005 folgten fünf zusätzliche Bände. Die ersten 28 Bände dokumentieren über 200.000 Wörter. Begründet wurde das Werk von Verner Dahlerup (1859–1938), der auch das Grundkonzept entwarf; herausgegeben wurde es von der Ordbogskommission der Dänischen Sprach- und Literaturgesellschaft. Ein Mitarbeiter vom ersten bis zum letzten Band war Johannes Brøndum-Nielsen.
Das Ordbog over det danske Sprog in 28 Bänden kann seit November 2005 im Internet abgerufen werden, als Teil des Projekts ordnet.dk. Die Digitalisierung wurde von einer Firma in Nanjing, Volksrepublik China, vorgenommen. Das Digitalisationsmodell, das 800.000 dänische Kronen kostete, basierte auf den Erfahrungen der Universität Trier mit der Digitalisierung des Deutschen Wörterbuchs.